# هداف عبدالله
هداف عبدالله (عربی: هداف عبدالله العامري؛ زادهٔ ۲۱ نوامبر ۱۹۹۲) بازیکن فوتبال اهل امارات متحده عربی است.
از باشگاه‌هایی که در آن بازی کرده‌است می‌توان به باشگاه فوتبال العین اشاره کرد.
وی همچنین در تیم ملی فوتبال UAE U17 بازی کرده‌است.